# Cannabis Danmark
Cannabis Danmark er en NGO og interesseorganisation. Dens formål er at støtte udvikling og anvendelse af samt forskning i medicinsk cannabis i Danmark, samt at indsamle og dele information om medicinsk cannabis til samfundet.
Cannabis Danmark arbejder udelukkende for ordineret medicinsk cannabis og sidder i den politisk nedsatte følgegruppe til forsøgsordningen.
Et flertal i Folketinget besluttede i 2017 at etablere en forsøgsordning med medicinsk cannabis over en 4-årig periode 2018-2022. Igennem forsøgsordningen kan patienter afprøve medicinsk cannabis. På baggrund af erfaringsopsamling (bivirkninger og studier) skal Folketinget efterfølgende tage stilling til en fortsættelse. Samtidig blev der åbnet op for at virksomheder kunne dyrke medicinsk cannabis til ordningen.
Cannabis Danmark blev etableret 1. marts, 2017. Initiativtagerne er Marianne Højgaard Jensen, som er CPRS-patient, samt Søs Egelind, som selv har været gennem et forløb med cancer, hvor hun brugte cannabis til at lindre bivirkninger fra kemoterapi.
Patientforeningen Danske Patienter har kritiseret Cannabis Danmark for at have interesseorganisationer repræsenteret i organisationens bestyrelse.

## Ledelse
Bestyrelsen består af:
- Formand Claus Bindslev, stifter af Next Step by Bindslev
- Næstformand Tue Byskov Bøtkjær
- Næstformand Lars Hvidtfeldt, indtil november 2018 viceformand i Landbrug og Fødevarer
- Bestyrelsesmedlem Hans Erik Schmidt
- Bestyrelsesmedlem Per Falholt, som blandt andet er formand for bestyrelsen på DTU
- Bestyrelsesmedlem Torben Lippert, sekretariatschef i Dansk Gartneri
- Bestyrelsesmedlem Søs Egelind, skuespiller og økologisk landmand
- Sekretariatschef Rikke Jakobsen, tidligere formand for Medicinsk Cannabis Forening Danmark.